# دیوید جی استیونسون
دیوید جان استیونسون (زاده ۲ سپتامبر ۱۹۴۸) استاد سیاره‌شناسی در مؤسسه فناوری کالیفرنیا است. او اصالتاً اهل نیوزیلند است و دکترای خود را از دانشگاه کرنل در رشته فیزیک دریافت کرد، او در این دانشگاه مدلی برای فضای داخلی مشتری ارائه داد. وی به دلیل استفاده از مکانیک سیالات و مگنتوهیدرودینامیک برای درک ساختار داخلی و تکامل سیارات و اقمار مشهور است.

## ارسال کاوشگر به زمین

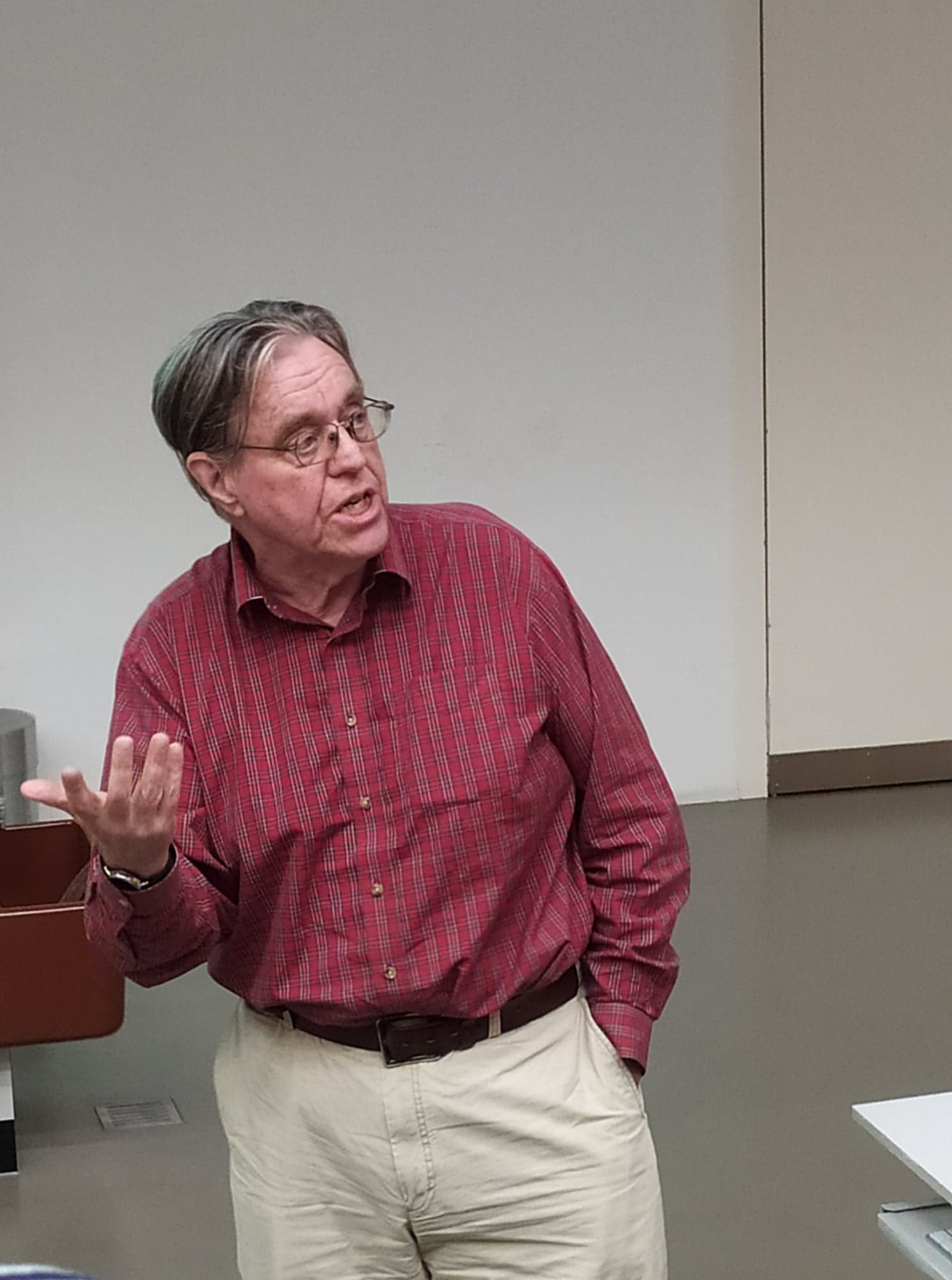
دیوید استیونسون در یک سخنرانی

ایده استیونسون در مورد ارسال کاوشگر به زمین شامل استفاده از سلاح هسته‌ای برای شکستن پوسته زمین، ذوب همزمان و پر شدن شکاف با آهن مذاب حاوی یک کاوشگر است. آهن با نیروی وزن خود، شکافی را در گوشته ایجاد می‌کند و متعاقباً غرق می‌شود و طی هفته‌ها به هسته زمین می‌رسد. ارتباط با پروب با امواج صوتی مدوله شده حاصل می‌شود. از این ایده در کتاب آرتمیس فاول و انتقام اپال استفاده شده‌است.

## افتخارات و جوایز
وی در سال ۱۹۸۴ جایزه HC Urey را که توسط بخش علوم سیاره‌ای جامعه اخترشناسی آمریکا اعطا می‌شود را دریافت کرد.
استیونسون عضو انجمن سلطنتی و عضو آکادمی ملی علوم ایالات متحده است.
سیاره کوچک ۵۲۱۱ استیونسون به افتخار وی نامگذاری شده‌است.